# 片山圭之
片山 圭之（かたやま けいじ、1941年〈昭和16年〉10月24日 - ）は、日本の政治家、社会運動家。特定非営利活動法人讃岐京極会会長。香川県丸亀市長（3期）、丸亀市議会議員（3期）、香川県議会議員（3期）を務めた。

## 経歴

### 前史
1941年（昭和16年）香川県丸亀市生まれ。1960年（昭和35年）香川県立丸亀高等学校卒業。1964年（昭和39年）には神戸大学経済学部を卒業する。大学卒業後は地元への愛着から家業を継ぎ、同年父が経営するササヤに就職する。1967年（昭和42年）にはニューキャッスルの設立に携わり、1979年（昭和54年）には専務に昇格する。

### 政治家の道へ
しかし、本業の傍ら活動していた青年会議所において役所への敷居の高さに矛盾を感じ、また自身の子育て中に保育園の時間延長など融通が利かないことを役所へ訴えたが門前払いされ信頼関係を築けなかったことなどをきっかけに政界進出を志した。1979年（昭和54年）に行われた香川県会議員選挙に出馬し、地盤もない無名の新人ながら「市民の声を政治に」と訴えて初当選を果たす。以来、3期連続で当選を果たした。
1991年（平成3年）には県議から丸亀市長への鞍替えを決意し、同年実施された丸亀市長選挙に出馬する。堀家重俊市長の引退に伴い後継者指名を受けた新人候補との事実上の一騎打ちでの選挙であったが、3期12年務めた県議時代の実績を背景に全市的な知名度と幅広い後援組織で選挙を先行し、前市長の後継者指名を受けた新人候補に対抗して「フレッシュ丸亀」を打ち出すことで新しい風を吹き込ませるムードづくりに成功し、丸亀市長選に当選した。
当選後の市政運営においては、就任当初は市税収入に恵まれており競艇事業からの繰り越しも多かったが、その後景気の低迷により厳しい行財政運営を強いられた。また、片山は「合併は究極の行革」として近隣自治体との市町村合併にも奔走した。当時、中讃にある2市7町を市町合併する広域合併構想が各自治体で協議されていたが、片山は近隣自治体との調整や市民要望の集約などを行い、片山は2市7町の広域合併構想を白紙撤回し、代わって実現可能な枠組みとして旧綾歌町・旧飯山町との1市2町での合併協議にこぎ着けた。その他には香川県立丸亀競技場の誘致や地域に根差した「丸亀教育」の実践、コミュニティー組織の充実などにも取り組んだ。

### 市長退任後
1991年（平成3年）の当選以降3期まで無投票当選が続いたが、2003年（平成15年）の4期目を狙った市長選挙では丸亀市議を務めていた新井哲二に破れた。その後、2005年（平成17年）に1市2町で併合して新たに誕生した丸亀市における市長選挙において、再起を期して出馬したが現職の新井に再び破れた。その後、2009年（平成21年）4月に執行された丸亀市議会議員選挙に当選し、以降3期連続で当選する。市議4期目は出馬せず2021年（令和3年）4月の任期満了に伴い退任した。なお、2017年（平成29年）11月20日には、地方自治法施行70周年記念総務大臣表彰の個人表彰を受ける。そして、2022年（令和4年）4月に行われた春の叙勲において旭日中綬章を受章する。

## 施策

### にっかり青江の購入
市長在任中である1997年（平成9年）に丸亀城築城400周年を迎えたことを記念して、東京の刀剣商より旧丸亀藩主である京極家ゆかりの名刀であるにっかり青江を購入することを決めた。なお、購入金額に6千万円を計上し、3月市議会に補正予算案を提出した。

### 船舶会社との輸送協定締結
市長在任中に発生した丸亀市沖にある本島の山火事を受けて、防災計画を策定する過程で離島の災害発生に対して人員や車両をスムーズに進めるため船舶会社4社と輸送協定の締結を依頼し締結することとなった。

## 人物
- 趣味は音楽である[1]。中学から大学にかけて合唱部に所属していた。卒業後も男性合唱団に所属しており、低音域を担当している[5]。